# ياكوفليف ياك-30 (1960)
ياكوفليف ياك-30 (لقب تعريف الناتو: ماجنوم "Magnum") هي طائرة ياكوفليف التي دخلت بها المنافسة لتزويد حلف وارسو بأول طائرة تدريب نفاثة. صممت لتخلف ياكوفليف ياك-17، وأدت لتطوير ياكوفليف ياك-32. خسرت الطائرة المنافسة أمام الطائرة آيرو إل-29 دلفين، ولم تدخل هي أو ياك-32 طور الإنتاج.

## المواصفات
الخصائص العامة
- الطول:  ()
- باع الجناح:  ()
- الارتفاع:  ()

الأداء